# René Leclerc
René Leclerc (* in Beauvais; † 1651) war von 1627 bis 1651 Bischof von Glandèves.

## Leben
Der in Beauvais geborene René Leclerc war ein Bruder des Thomas Leclerc, Schatzmeister von Frankreich. Er trat in jungen Jahren in den Orden der Minimiten ein und wurde Oberer der burgundischen Ordensprovinz. 1626 zum Bischof von Glandèves ernannt, erhielt er am Sonntag Quinquagesima (14. Februar 1626) in der Minimitenkirche an der Place Royal in Paris die Bischofsweihe. Hauptkonsekrator war sein Metropolit, Erzbischof Guillaume Hugues von Embrun, dem die Bischöfe Claude de Toiras von Nîmes und Nicolas Sanguin von Senlis assistierten.
Bischof Leclerc nahm an der Generalversammlung des französischen Klerus 1635 teil und starb 1651.